# 原別
原別（はらべつ）は青森県青森市の地名。郵便番号030-0921。一丁目から八丁目と大字原別がある。

## 地理
原別は青森市の東地区に属し、市街地のほぼ北東端に位置する。
一～八丁目については、北は海岸、東は野内川をはさんで大字野内、南は青い森鉄道線をはさんで 本泉、西は八重田・矢作・本泉に接する。
かつては、農村・漁村であったが、戦前から工場が立地するようになった。戦後は次第に宅地化が進んだ。
大字原別については、北東を大字泉野、南東を大字八幡林、南を大字平新田・大字矢田前、西から北西にかけては、青い森鉄道線をはさんで原別三・四・八丁目に接する。小字はもともと上海原・下海原・難波・遠山・袖崎の５つが存在したが、住居表示実施により、上海原と難波は消滅した。
現在大字原別として残っている地域でも宅地化は進んでいるが、東側を中心に耕地が残る場所もある。

### おもな道路
- 青森県道259号久栗坂造道線 – 原別一・六・七丁目と同二・五・八丁目の間を通過する。沿道には自動車学校・自動車販売店のほか、一般企業や工場・商店が点在し、その間に住宅もみられる。
- 2号遊歩道 - 原別四丁目の五丁目との境界付近に2号遊歩道が通る。沿道は閑静な住宅街である。
- 青森市都市計画道路3･2･3 外環状線 – 原別二・三丁目境界を通り、青い森鉄道を越えて、大字原別の北西端を経由して、南東に進み、平新田字森越にある国道4号（青森東バイパス）交差点につながる。そこから南に国道7号青森環状道路に通じる。沿道はほぼ住宅街である。

## 歴史
中世に成立したと考えられる『津軽郡中名字』にも見える古い集落であった。原別はアイヌ語で「広い川」を意味する「パラ・ペッ」であると言われる。
- 1889年（明治22年） - 町村制施行に際し、原別・泉野・矢田前・平新田・八幡林・諏訪沢の各村を以て原別村となる。原別は同村の大字となる。
- 1955年（昭和30年） - 原別村は青森市に編入される。大字原別は青森市の大字となる。
- 2002年（平成14年） - 原別・八重田地区の住居表示実施により、原別字上海原、原別字下海原、原別字遠山、原別字袖崎、原別字難波、矢田前字本泉、泉野字内野、泉野字野脇の各一部が原別一～八丁目となる。

## 施設等
- 青森県立青森東高等学校
- 青森原別郵便局
- 青森市立原別小学校 – 大字原別にある。